# 화성식민지

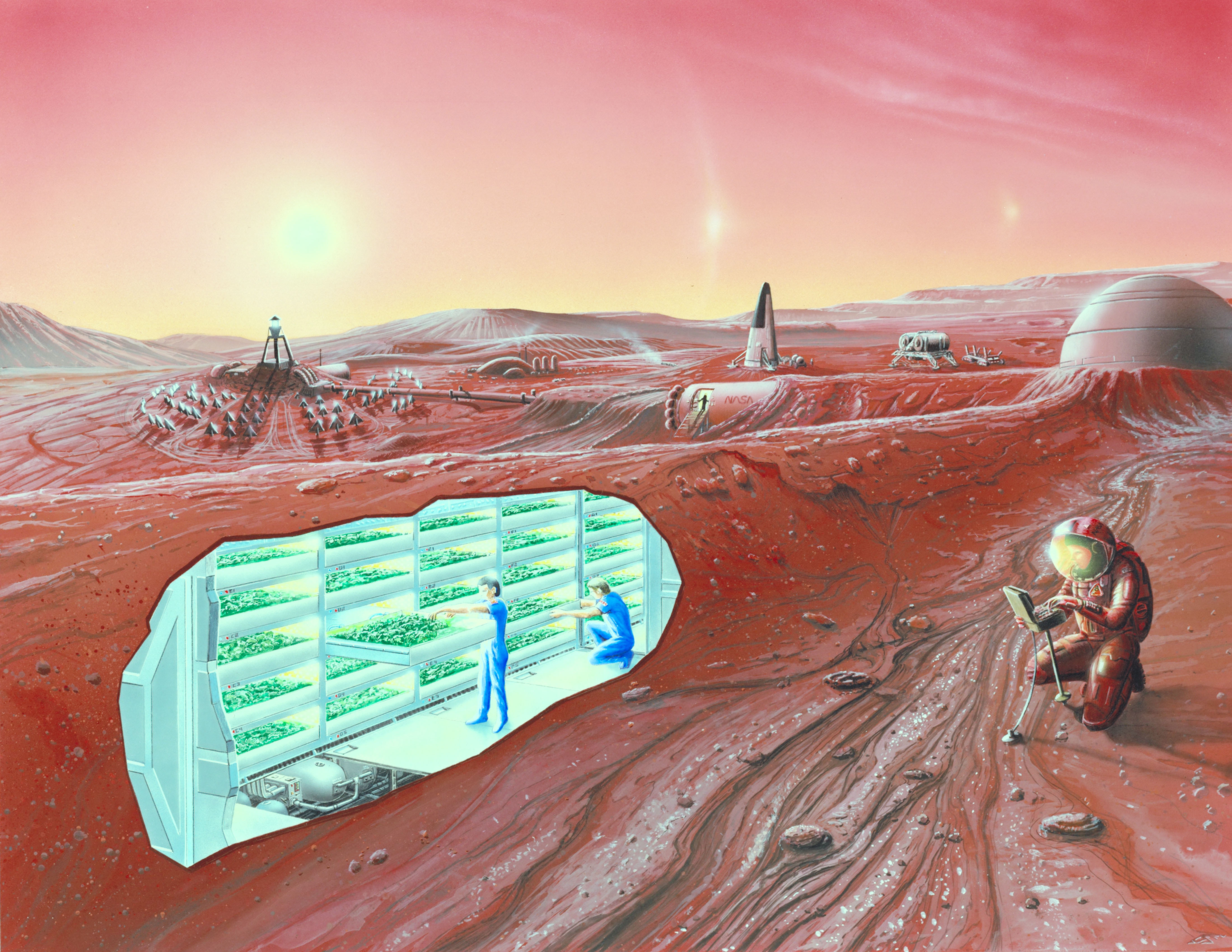
화성식민지 상상도

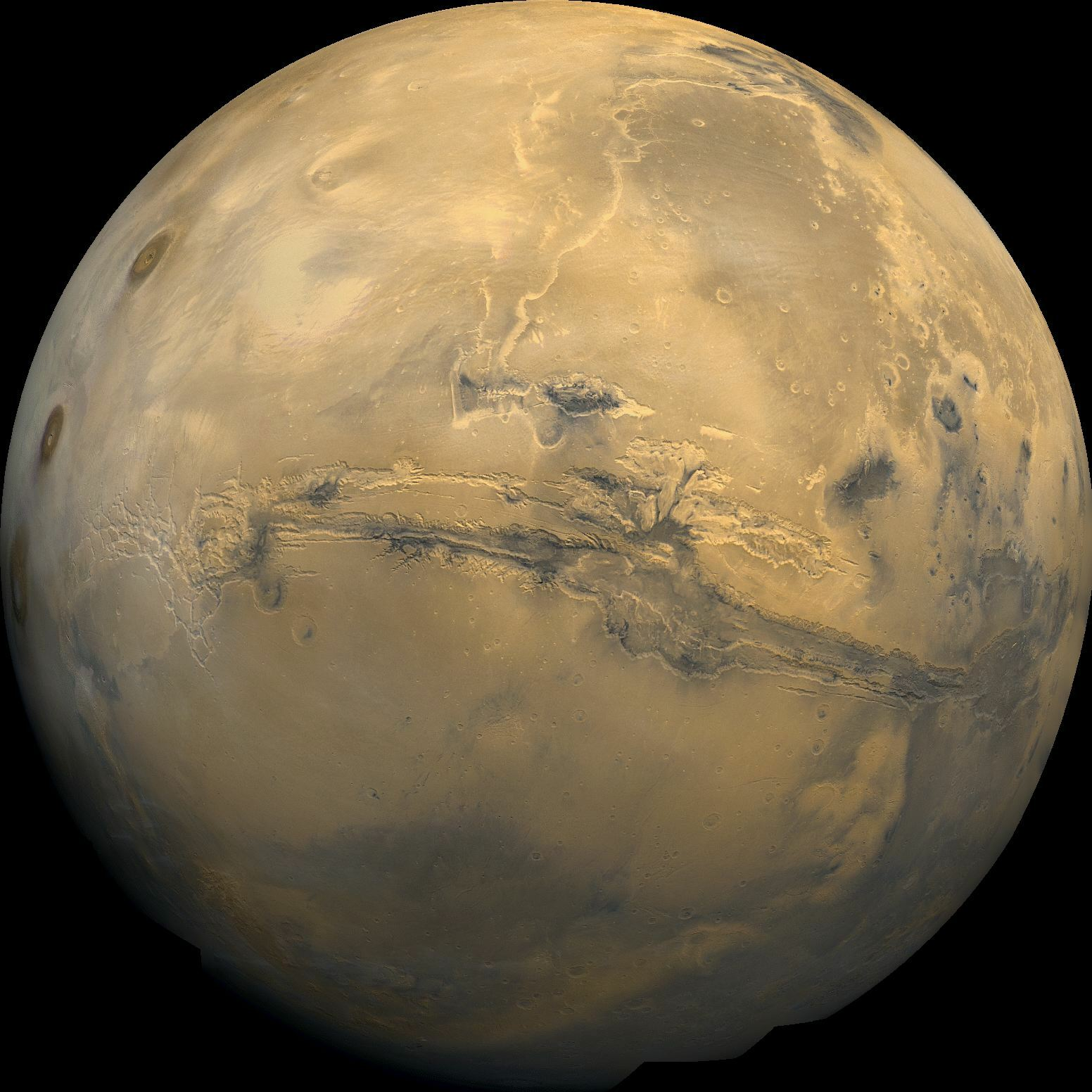
화성 표면

화성식민지(火星植民地, 영어: colonization of Mars, settlement of Mars)는 유인 화성 탐사에 이어서 인류가 화성에 거주하려는 구상을 말한다.

## 인간의 거주를 위한 조건
화성에서 인간의 거주를 위한 조건은 의식주가 보장되어야 한다. 현재 인류는 대부분의 화성에 필요한 기능을 대체적으로 지니고 있다.
그러나 화성의 테라포밍을 위해선 일단 화성 대기에 이산화탄소를 만들어 그것을 산소로 바꾸겠다는 것이 주된 목표였는데, 헌데 탐사결과 애초에 화성표면에 존재하는 드라이아이스가 화성대기를 이산화탄소로 가득채우기에는 턱없이 부족하다는 의문이 끝없이 제기되고있다.
참고로 화성의 대기의 밀도는 지구의 0.1%에도 한참 미치지 못한다.

## 에너지

### 풍력 발전
화성에서 3년에 한번 정도 발생하는 모래폭풍으로 에너지를 생산할 수 없다. 다만 화성의 대기가 지구 대기만큼 증가되면 풍력 발전을 이용할 수 있을 것이다.

### 수력 발전
옛날 화성은 물이 풍족했던 것으로 파악이 되어 있다. 대기가 희박해지면서 물은 대기 속으로 증발해버려 물이 없는 행성으로 전락했다. 다만 화성 극관의 얼음을 녹여 물을 다시 만들면 화성의 수력 발전을 다시 이용할 수 있을 것이다.

### 태양열 발전
태양열 발전으로 전력과 함께 조리도 할 수 있는 태양열 발전이다. 현재의 태양열 발전의 기술은 저조한 편이지만 미래엔 더 나은 기술력으로 발전을 할 수 있다.

### 태양광 발전
태양광 발전기술은 많이 발전한 수준이다. 다만 아직 많이 부족한 기술이다. 화성에서 태양 에너지량이 지구보다 더 적다. 그에 따라 더 기술이 좋은 발전량도 많은 태양광 발전이 필요할 것이다.

### 원자력 발전소
현재의 원자력 발전소는 진도 7.0의 강한 디자인에 견딜 수 있게 만들어져 있다. 화성은 대기도 있어서 화성에서의 원자력 발전소는 유용하게 쓰일 것이다.

## 얼음 (물)
화성의 극관과 적도 부근에 얼음이 다량으로 존재한다는 사실이 나왔다. 온실효과로 이 얼음을 차근차근 녹이면 얼음이 녹아 물이 될 수 있을 것이다.

## 식량
화성에는 식물에 필요한 질소가 많아 우주 감자와 고구마를 생산할 수 있다고 한다. 그에 더불어 현재 유럽과 대한민국은 식물공장 기술을 개발하고 있다.

## 거주지
화성의 1일은 24시간 37분이다. 현재 NASA 존슨 우주센터에는 헤라라고 불리는 시설을 보유하고 있다. 구조는 거주동, 작업실, 위생모듈, 감압시설등을 갖춘 2층 구조물이다. 현재는 생존기간 14일밖에 안 되고 NASA가 60일 확대할 방침이다. 2015년도에는 나사가 화성 거주지 구조물 선발대회를 열어 1개를 뽑았다.

## 우주복
현재의 NASA는 최고의 우주복을 보유 중이다. 다양한 기능 탑재했으며 화성에도 유용하게 쓰일 수 있다.

## Mars One
네덜란드의 비영리 단체인 마스 원은 화성정착 프로젝트를 계획하고 있다. 다만 화성으로 갔다가 오는 티켓은 제공되지 않는다. 오는 2020년까지 24명의 지원자를 선별하여 4명씩 6팀을 화성으로 보내는 계획을 세우고 있다.

## NASA
나사는 100년 우주선 프로젝트를 계획하고 있다. 나사의 화성이주프로젝트로서 2030년까지 화성으로 4명을 보내는 계획을 했다. 다만 이것도 마스원 프로젝트와 같이 편도티켓만 지원이 된다. 모든 비용은 NASA가 지원한다.

## SpaceX
스페이스 X는 "마스 원, NASA 100년 우주선 프로젝트" 보다 더욱 진화된 화성이주계획을 구성하고 있다. 일론 머스크는 현재 팰컨 헤비를 2018년에 발사에 성공했다. 현재 스페이스 X의 화성이주비용은 한화 약 500억 ~ 5조 정도 된다. 일론 머스크는 화성탐사선도 재활용하는 방안을 이용해 미국의 집 한 채 비용으로 절감하는 정책을 펼치고 있다.

## 같이 보기
- 무인 우주선
- 유인 탐사선